# Народно градитељство Републике Српске
Народно градитељство Републике Српске представља специфичан стил традиционалне градње стамбених и објеката друге сврхе присутан на подручју Републике Српске. Спада у традицију српскога народа. Одређени стилски облици и конструктивни елементи упућују на словенско и старобалканско поријекло.

## Основни градитељски типови
Основни градитељски типови народног градитељства Републике Српске разликују се на основу климатских услова подручја у којима су објекти подизани те различитих грађевинских материјала кориштених приликом градње. Постоје три основна градитељска типа унутар народног градитељства Републике Српске:

### Херцеговачки тип
Овај тип куће превасходно је грађен од камена, најдоступнијег материјала на простору Херцеговине. Зидови кућа су зидани од камених блокова, подови од камених плоча као и покров, сачињен од танких камених плоча дијагонално сложених по дрвеним роговима. Поред камена као најприсутнијег градивног материјала, још су кориштени дрво, слама и вегетативни материјали. Најстарија стамбена зграда у Херцеговини носи назив савардак. У питању је једноставна грађевина, кружне основе у чијем центру се налазило кућно огњиште, фокусна тачка цијеле грађевине.  Због опасности од непријатеља и временских непогода, савардак је био лако расклопљив и помјерљив објекат. Куће и пратећи објекти су увијек грађени на ободима крашких поља и планина услијед честих поплава у току јесењих и зимских мјесеци.

### Брдско-планински тип
Овај тип куће распрострањен је у западном дијелу Србије, Босни, дијелу Херцеговине и Црној Гори, те као такав, представља најраспрострањенији тип куће у народном градитељству. Ови стамбени објекти су грађени од различитх врста дрвета, на падинама планина и дијелом укопавани у тло. Кров је грађен од сламе или дрвета док је под чинила набијена земља или , по могућности, камене плоче. Као и код херцеговачке куће, огњиште се налазило у средини објекта. Прозори су малих димензија, правоугаони и усјечени у брвна.

### Семберски, Посавски и Подрињски тип
Основни грађевински материјал у подручијима Семберије, Посавине и Подриња била је земља. Приликом изградње прво је настајао лаки дрвени скелет који би се потом испуњавао блоковима од непечене земље или плетера обљепљеног блатом. Кровови објеката били су најчешће четвероводни, од дрвета или опеке. Зидови су, због заштите од кише и сунца, обично облијепљивани глиненим малтером.

## Сакрално градитељство
Са сигурношћу се зна да су дрвене цркве, тј. цркве брвнаре подизане у XVIII и XIX вијеку. Цркве брвнаре се дијеле на два типа, старији из XVIII вијека, и млађи, из XIX. Старији тип се одликује скромнијом величином и правоугаоном основом без апсиде. Велики број ових цркава је уништен у току Другог свјестског рата и у годинама непосредно послије њега. Од преко стотину црква брвнара подигнутих у периоду од XVIII до XX вијека, до данас их је остало очувано само дванаест. . Међу најпознатије спадају:
- Црква брвнара у Малом Блашком
- Црква брвнара у Товиловићима
- Црква брвнара у Романовцима
- Црква брвнара у Јаворанима, посвећена Светом Николи
- Црква брвнара у Колима, посвећена Вазнесењу Господњем
- Црква брвнара у Маринима, посвећена Пресветој Богородици.